# Кредо-63 (регбійний клуб)
«КРЕДО-1963»  — український регбійний клуб з Одеси заснований в 1963 році, відроджений у 2004 році групою ентузіастів на чолі з О. В. Етнаровичем. Один з декількох найвідоміших і найтитулованіших клубів України. Чемпіони України 2007 року, 10-кратні віце-чемпіони України.

## Назва клубу
Назва клубу є абревіатурою: «Клуб РЕгбі Для Одеситів».

## Історія
Спершу до складу клубу входила лише одна команда майстрів з регбі-15. Згодом на базі основної команди було створено колектив з регбі-7 «Лідерс», а також до клубу приєдналася аматорська студентська команда «Академія» і жіноча команда «Отрада».

## Досягнення
- Чемпіонат України з регбі
- Чемпіон(1) — 2007.
- Срібний призер(12) — 2008, 2009, 2010, 2011, 2012, 2013, 2014, 2015, 2016, 2019, 2020, 2021.